# نولي
نولي: هي إحدى مدن ساحل ليغوريا في إيطاليا بمقاطعة سافونا، وهي تقع على بعد حوالي 50 كيلومتر (31 ميل) جنوب غرب جنوة عن طريق القطار، وتقع حوالي 4 متر (13 قدم) فوق مستوى سطح البحر. قد يأتي أصل الاسم من Neapolis ، والتي تعني "مدينة جديدة" باللغة اليونانية.
من 1192 إلى 1797 كانت نولي إحدى الجمهوريات البحرية ، جمهورية نولي .

## جغرافية
The bounding communes of Noli are Finale Ligure, Spotorno and Vezzi Portio.

## تاريخ
اسم نولي ، الذي تم إثباته في شكل نابولي في الوثائق الأقدم (بين 1004 و 1005) ، مشتق بالتأكيد من شكل من أشكال Neapolis التي تعني "مدينة جديدة" في اليونانية البيزنطية (نفس أصل كلمة نابولي ).
كانت جمهورية نولي جمهورية مستقلة من عام 1193 حتى عام 1797. في عام 1239 أصبح مقر الأسقف. فيما بعد اتحدت الأبرشية مع أبرشية سافونا كأبرشية سافونا نولي . وضع الغزو النابليوني عام 1797 حداً لسيادة نولي.

## المعالم السياحية الرئيسية
- كنيسة القديس باراغوريو الرومانية (القرن الحادي عشر)
- برج منزلي وملحق (القرنين الرابع عشر والخامس عشر)
- سان باراجوريو (القرنان الخامس والسادس)
- برج وبوابة بابوني (القرنان الثالث عشر والرابع عشر)
- برج من أربعة جوانب.
- حديقة نيمو (نولي)

## المدن التوأم - المدن الشقيقة
توأمة نولي مع:
- لانجينارجين, (2005) ألمانيا

## شخصيات
- أنطونيو دي نولي ، نبيل ومستكشف إيطالي ، مكتشف بعض أراضي غينيا وجزر الرأس الأخضر نيابة عن التاج البرتغالي .[4] ولد في جنوة عام 1419 ، "عائلة من نولي أو قلعة نولي".[5]

## روابط خارجية
- باللغة الإيطالية Photographs of Noli